# آدرینه تاتریان
آدرینه هاکوبی تاتریان (ارمنی: Ադրինե Հակոբի Տատրյան؛  زادهٔ ۲۱ فوریهٔ ۱۹۱۳ یا ۱۹۱۵ - درگذشته ۲۱ فوریهٔ ۲۰۰۲) نویسنده، نثرنویس اهل ارمنستان بود.

## زندگی‌نامه
وی در ۲۱ فوریهٔ ۱۹۱۳ (۲۶ دسامبر ۱۹۱۳) یا ۱۹۱۵ در چوروم به دنیا آمد و از آموزشگاه آرامیان-اونچیان و هنرستان نوتردام سیون استانبول فارغ‌التحصیل گشت.  وی در ۲۱ فوریهٔ ۲۰۰۲ در سن ۸۸ سالگی در نیس درگذشت.